# Bert van Lent
Bert van Lent (18 augustus 1983) is een Nederlandse radio-dj.

## Carrière
Van Lent begon bij de radiostations RTV Betuwe en Dijkland FM en liep stage bij BNN. Bij GamesFM maakte Van Lent programma's als 'Lent online', 'Het AlfaBert', 'ProL33T' en 'de elf tot 11'. Na het insturen van een demo werd hij bij 100%NL aangenomen. Daar presenteerde hij de doordeweekse avond van 20.00 uur tot middernacht.
Op 1 januari 2007 werd Van Lent op staande voet ontslagen door 100%NL, omdat hij in een uitzending het mobiele telefoonnummer van een vrouwelijke collega van het station had bekendgemaakt. Hij deed daarbij een seksueel getinte oproep om haar te gaan spammen. Volgens directeur Visser verkeerde de dj ten onrechte in de veronderstelling dat de vrouwelijke collega zijn telefoonnummer in een uitzending had genoemd, waarna hij vervelende telefoontjes had gekregen.
Vanaf zondag 12 maart 2007 was hij te beluisteren op KXradio. In zijn radioprogramma 'The House of Jack' besteedde hij voornamelijk aandacht aan muziek van voor 1980 met als hoofdgenre oude (onbekende) soulmuziek. Verder was hij iedere vrijdagnacht te beluisteren in het programma Bulldog. Op maandag maakte hij Air-Play.
In december 2007 keerde Van Lent terug bij 100%NL met een nachtprogramma van 12 tot 4 uur. Het programma heette Ambivanlent en bevatte veel interactiviteit met de luisteraar en (bijna) geen muziek. Op 16 maart 2008 vertrok Van Lent weer bij de radiozender. 
In de zomer van 2008 mocht Van Lent af en toe invallen voor de nacht-dj's van radiozender 3FM.
In 2008 en 2009 werd Van Lent genomineerd voor de Marconi Award in de categorie aanstormend talent, maar won deze niet.
Van het voorjaar van 2010 presenteerde hij het programma Turbulent op donderdagochtend tussen één en vier uur. 
Als gevolg van veranderingen binnen het omroepbestel, maakt Van Lent vanaf 6 september 2010 het nachtprogramma TurbuLent niet meer voor de omroep AVRO, maar voor de omroep PowNed.
Op 27 juli 2012 maakte Van Lent zijn laatste Turbulent op 3FM. Naar eigen zeggen was hij de drive in het radiomaken kwijtgeraakt. Hij ging zijn oude baan als lasser weer oppakken. Van 5 september 2015 tot medio februari 2016 stond  Van Lent weer ingeroosterd voor een wekelijks programma op zaterdag tussen 14:00-16:00 op KXradio. Hij stopte hiermee wegens gebrek aan motivatie.